# Tenembak Alas
Tenembak Alas is een bestuurslaag in het regentschap Aceh Tenggara van de provincie Atjeh, Indonesië. Tenembak Alas telt 252 inwoners (volkstelling 2010).